# Massacre de Zaria em 2015
Massacre de Zaria foi um massacre realizado pelo exército nigeriano em Zaria, Estado de Kaduna, Nigéria em 12 de dezembro de 2015, contra muçulmanos xiitas, principalmente membros do Movimento Islâmico da Nigéria.  Pelo menos 348 civis foram mortos, com 347 corpos secretamente enterrados pelo exército em uma vala comum.
O exército alegou que havia respondido a uma tentativa assassinato do Chefe do Estado Maior da Nigéria, Tukur Buratai, pelo Movimento Islâmico da Nigéria. Essa alegação foi fortemente rejeitada pelo Movimento Islâmico e por várias organizações de direitos humanos que argumentam que o massacre ocorreu sem qualquer provocação e que todos os manifestantes estavam desarmados.  O incidente é considerado uma das "violações notáveis dos direitos humanos desde o retorno à democracia" na Nigéria. 

## Incidente
No domingo, 12 de dezembro, os militares realizaram um ataque, descrito como brutal, contra a residência do líder da comunidade xiita nigeriana, matando centenas de pessoas, incluindo o filho do xeique Ibrahim Zakzaky, que por sua vez foi ferido no incidente, capturado junto com sua esposa e centenas de outros partidários e transferidos para uma prisão guardada pelo pessoal do exército.
Alguns dos feridos foram queimados vivos, de acordo com o relatório da Anistia Internacional. 
Um relatório da Human Rights Watch (HRW) afirma que o governo da Nigéria enterrou os corpos sem a permissão dos membros da família. 